# Oligosita aurea
Oligosita aurea är en stekelart som beskrevs av Girault 1912. Oligosita aurea ingår i släktet Oligosita och familjen hårstrimsteklar. Inga underarter finns listade i Catalogue of Life.